# Raúl Mederos
Idalberto Raúl Mederos Sosa, né le 8 août 1967, est un entraîneur cubain de football. Il dirigea l'équipe de Cuba de 2016 à 2019.

## Biographie
Raúl Mederos se fait connaître au sein du FC Villa Clara où il remporte le championnat de Cuba 2016 comme entraîneur. Ce succès lui ouvre les portes de la sélection cubaine de football à la fin de l'année, lorsque la Fédération pense à lui afin de diriger l'équipe contre les États-Unis, dans un match amical de prestige réalisé à La Havane le 7 octobre 2016 (défaite 0-2).
Un an plus tard, Mederos est reconduit dans ses fonctions de sélectionneur de Cuba. Il parvient à qualifier l'équipe à la Gold Cup 2019 avec au passage un record établi durant les éliminatoires de cette compétition lorsque les Cubains écrasent les Îles Turques-et-Caïques, le 8 septembre 2018, sur un score de 11-0, match qui constitue la victoire la plus large de la sélection cubaine depuis ses débuts en 1930.
Néanmoins, la prestation des Cubains lors de la Gold Cup 2019 est catastrophique, avec 3 défaites, aucun but marqué et 17 buts encaissés. En juillet 2019, il cède sa place de sélectionneur à Pablo Elier Sánchez.

## Palmarès
- Champion de Cuba en 2016 avec le FC Villa Clara.